# Medranoa
 Medranoa   Urbatsch & R.P.Roberts, 2004 è un genere di piante angiosperme dicotiledoni della famiglia delle Asteraceae, sottofamiglia Asteroideae, tribù Astereae (North American lineage) e sottotribù Gutierreziinae.

## Etimologia
Il nome scientifico del genere è stato definito dai botanici Lowell Edward Urbatsch (1942-) e Roland P. Roberts nella pubblicazione " Sida; Contributions to Botany. Dallas; Fort Worth, TX" ( Sida 21(1): 254 (2004)) del 2004.

## Descrizione
Portamento. Le specie di questo genere hanno un habitus di tipo arbustivo e resinoso.
Fusto. La parte aerea in genere è eretta, ramosa con rami ascendenti. Altezza massima: 2 - 3 metri.
Foglie. Le foglie, sempreverdi, sono disposte in modo alternato, per lo più sessili; a volte formano dei gruppi. La lamina è semplice con forme da strettamente ellittiche a ovate o strettamente oblanceolate con 1 nervature parallele. Sulla superficie possono essere presenti dei punti ghiandolari.
Infiorescenza. Le sinflorescenze sono sia scapose (capolini solitari) che composte da diversi capolini raccolti in formazioni più o meno corimbose o anche panicolate. Le infiorescenze vere e proprie sono composte da un capolino terminale peduncolato di tipo radiato o disciforme. I capolini sono formati da un involucro, con forme da cilindriche a campanulate, composto da diverse brattee, al cui interno un ricettacolo fa da base ai fiori di due tipi: fiori del raggio (a volte mancano) e fiori del disco. Le brattee, piatte e a consistenza cartacea, sono disposte in modo più o meno embricato su 2 - 3 serie. Il ricettacolo in genere è nudo ossia senza pagliette a protezione della base dei fiori; la forma è piatta o da convessa a conica.
Fiori.  I fiori sono tetra-ciclici (formati cioè da 4 verticilli: calice – corolla – androceo – gineceo) e pentameri (calice e corolla formati da 5 elementi). Si distinguono in:
- fiori del raggio (esterni): da 3 a 15 per capolino (possono essere assenti), sono femminili; la forma è ligulata (zigomorfa);
- fiori del disco (centrali): sono più numerosi (da 7 a 22) con forme brevemente tubulose (attinomorfe); sono ermafroditi.

- Formula fiorale:

*/x K {\displaystyle \infty }, [C (5), A (5)], G 2 (infero), achenio
- Calice: i sepali del calice sono ridotti ad una coroncina di squame.

- Corolla: 
  - fiori del raggio: la forma della corolla alla base è più o meno tubulosa, mentre all'apice è presente una ligula ellittica; la ligula può terminare con alcuni denti; il colore è giallo (raramente bianchi);
  - fiori del disco: la forma è tubulare-imbutiforme bruscamente divaricata in 5 lobi; i lobi, patenti o ricurvi, hanno una forma deltata o più o meno lanceolata; il colore è giallo.

- Androceo: l'androceo è formato da 5 stami sorretti da filamenti generalmente liberi; gli stami sono connati e formano un manicotto circondante lo stilo con inserzione nella giunzione tra il tubo della corolla e il lembo; le teche (produttrici del polline) alla base sono troncate e sono lievemente auricolate (molto raramente sono speronate o hanno una coda); le appendici apicali delle antere hanno delle forme piatte e lanceolate; il tessuto endoteciale (rivestimento interno dell'antera) è quasi sempre polarizzato (con due superfici distinte: una verso l'esterno e una verso l'interno). Il polline è sferico con un diametro medio di circa 25 micron;  è tricolporato (con tre aperture sia di tipo a fessura che tipo isodiametrica o poro) ed è echinato (con punte sporgenti).[9][11]

- Gineceo: l'ovario è infero uniloculare formato da 2 carpelli.[5] Lo stilo (il recettore del polline) è profondamente bifido (con due stigmi divergenti) e con le linee stigmatiche marginali separate.[12] I due bracci dello stilo hanno una forma da lanceolata a deltoide e possono essere papillosi o ricoperti da ciuffi di peli.

Frutti. I frutti sono degli acheni con pappo. Gli acheni, con forme spiraleggianti; la superficie varia da scarsamente a densamente pubescente o sericea. Il pappo è formato da 30 - 80 setole.

## Biologia
Impollinazione: l'impollinazione avviene tramite insetti (impollinazione entomogama tramite farfalle diurne e notturne).

Riproduzione: la fecondazione avviene fondamentalmente tramite l'impollinazione dei fiori (vedi sopra).

Dispersione: i semi (gli acheni) cadendo a terra sono successivamente dispersi soprattutto da insetti tipo formiche (disseminazione mirmecoria). In questo tipo di piante avviene anche un altro tipo di dispersione: zoocoria. Infatti gli uncini delle brattee dell'involucro (se presenti) si agganciano ai peli degli animali di passaggio disperdendo così anche su lunghe distanze i semi della pianta. Inoltre per merito del pappo il vento può trasportare i semi anche a distanza di alcuni chilometri (disseminazione anemocora).

## Distribuzione e habitat
Le specie di questo genere sono distribuite in Texas e Messico.

## Sistematica
La famiglia di appartenenza di questa voce (Asteraceae o Compositae, nomen conservandum) probabilmente originaria del Sud America, è la più numerosa del mondo vegetale, comprende oltre 23.000 specie distribuite su 1.535 generi, oppure 22.750 specie e 1.530 generi secondo altre fonti (una delle checklist più aggiornata elenca fino a 1.679 generi). La famiglia attualmente (2021) è divisa in 16 sottofamiglie; la sottofamiglia Asteroideae è una di queste e rappresenta l'evoluzione più recente di tutta la famiglia.

### Filogenesi
La tribù Astereae (una delle 21 tribù della sottofamiglia Asteroideae) comprende circa 40 sottotribù. In base alle ultime ricerche nella tribù sono stati individuati (provvisoriamente) 5 principali lignaggi:
- Basal grade: include alcuni generi isolati, il gruppo "South American-Oceania",  alcune sottotribù africane e il gruppo dei generi legnosi del Madagascar.
- Bellis lineage: comprende le sottotribù eurasiatiche e una sottotribù africana.
- Aster lineage: include i generi asiatici di Asterinae e i principali gruppi dell'Australia e dell'Oceania.
- Baccharis lineage: include alcuni gruppi sudamericani.
- North American lineage: include la vasta gamma di sottotribù del Nordamerica, Messico e alcuni gruppi distribuiti nel Sudamerica.

Il genere  Medranoa  (insieme alla sottotribù Gutierreziinae) è incluso nel lignaggio "North American lineage". In precedenti trattazioni le specie di questo genere erano descritte all'interno della sottotribù Solidagininae ed erano descritte in quattro generi diversi Medranoa (una specie), Chihuahuana (una specie), Neonesomia (due specie) e Xylovirgata (una specie); gli ultimi tre ora considerati sinonimi del primo. La tabella seguente, per ognuno di questi generi, indica alcuni caratteri distintivi.
| Genere      | Alcuni caratteri | Distribuzione          |
| ----------- | --- | ---------------------- |
| Medranoa    | Le sinflorescenze sono di tipo corimboso. - Gli steli sono minutamente papillato-scabri. - Le brattee dell'involucro sono poco scalate.               | U.S.A. e Messico       |
| Chihuahuana | Gli steli sono densamente fogliosi con foglie aghiformi. - La pubescenza delle foglie è irta ma non resinosa. - I fiori del raggio sono assenti       | Messico settentrionale |
| Neonesomia  | Gli steli sono glabri. - Le sinflorescenze sono liberamente tirsiformi. - Le brattee dell'involucro sono fortemente scalate.                          | Messico, U.S.A (Texas) |
| Xylovirgata | Il portamento è simile ad una scopa (un arbusto con densi eretti rami). - Gli steli sono fortemente increspati. - Le foglie sono ampiamente spaziate. | Messico (Coahuila)     |

Il numero cromosomico delle specie di questo genere è: 2n = 18.

### Elenco delle specie
Questo genere ha 5 specie:
- Medranoa johnstonii (G.L.Nesom) G.L.Nesom
- Medranoa palmeri  (A.Gray) G.L.Nesom
- Medranoa parrasana  (S.F.Blake) Urbatsch & R.P.Roberts
- Medranoa pseudobaccharis  (S.F.Blake) G.L.Nesom
- Medranoa purpusii  (Brandegee) G.L.Nesom

### Sinonimi
Sono elencati alcuni sinonimi per questa entità:
- Chihuahuana Urbatsch & R.P.Roberts
- Neonesomia  Urbatsch & R.P.Roberts
- Xylovirgata  Urbatsch & R.P.Roberts